# Ras Laksar
Ras Laksar (àrab: راس القصر, Rās l-Aqṣar) és una comuna rural de la província de Guercif de la regió de L'Oriental. Segons el cens de 2014 tenia una població total de 10.515 persones.